# GP Masters
La Grand Prix Masters fue una competición automovilística de monoplazas, la categoría se disputó en 2005 y 2006. El último ganador fue Eddie Cheever.

## Participantes
Para participar los pilotos debían:
- Estar retirados de todas las competiciones de monoplazas
- Haber competido en la Fórmula 1 al menos 2 temporadas completas
- Pasar el reconocimiento médico
- Tener más de 45 años (luego 40 en 2006) el primer día de ese año.

## Campeones
| Año  | Campeón       | Escudería campeona |
| ---- | ------------- | ------------------ |
| 2005 | Nigel Mansell | Team Altech        |
| 2006 | Eddie Cheever | Team GPM           |

## Resultados

### 2005
Kyalami (Sudáfrica), 13 de noviembre
| Pos. | Piloto             | Escudería          | Tiempo    | Diferencia |
| ---- | ------------------ | ------------------ | --------- | ---------- |
| 1    | Nigel Mansell      | Team Altech        | 50:55.154 |            |
| 2    | Emerson Fittipaldi | Team LG            | 50:55.562 | + 0.408    |
| 3    | Riccardo Patrese   | Team Goldpfeil     | 51:15.816 | + 20.662   |
| 4    | Andrea de Cesaris  | Team Unipart       | 51:16.854 | + 21.700   |
| 5    | Derek Warwick      | Team Lixxus        | 51:17.007 | + 21.853   |
| 6    | Hans-Joachim Stuck | Team Phantom       | 51:18.355 | + 23.201   |
| 7    | Christian Danner   | Team Unipart       | 51:19.272 | + 24.118   |
| 8    | Eddie Cheever      | Team Altech        | 51:27.359 | + 32.205   |
| 9    | Jan Lammers        | Team LG            | 51:27.932 | + 32.778   |
| 10   | Eliseo Salazar     | Team Altech        | 51:38.573 | + 43.419   |
| 11   | Patrick Tambay     | Team Lixxus        | 52:06.738 | + 1'11.584 |
| 12   | René Arnoux        | Team Golden Palace | 52:07.890 | + 1'12.736 |
| 13   | Jacques Laffite    | Team GMF           | 43:44.471 | 17 V.(DNF) |
| 14   | Stefan Johansson   | Team Phantom       | 3:33.040  | 28 V.(DNF) |

### 2006
En enero de 2006 GP Masters anunció los siguientes eventos:
- Circuito Internacional de Losail (Catar), 29 de abril
- Autodromo Nazionale di Monza (Italia), 5 de mayo (cancelada)
- Circuito de Silverstone (Reino Unido), 13 de agosto
- Kyalami (Sudáfrica), 12 de noviembre (cancelada)

La carrera de Monza fue cancelada por exceso de ruido. El evento de Kyalami sería cancelado después.
 Circuito Internacional de Losail (Catar), 29 de abril
| Pos. | Piloto             | Escudería          | Tiempo    | Diferencia |
| ---- | ------------------ | ------------------ | --------- | ---------- |
| 1    | Nigel Mansell      | Team Altech        | 52:06.000 |            |
| 2    | Christian Danner   | Team LUK           | 52:06.562 | + 0.562    |
| 3    | Eric van de Poele  | Team Golden People | 52:07.174 | + 1.174    |
| 4    | Eddie Cheever      | Team Altech        | 52:09.016 | + 3.016    |
| 5    | Derek Warwick      | Team Lixxus        | 52:09.420 | + 3.420    |
| 6    | Pierluigi Martini  | Team Global        | 52:11.710 | + 5.710    |
| 7    | Jan Lammers        | Team LG            | 52:13.044 | + 7.044    |
| 8    | Stefan Johansson   | Team Altech        | 52:14.339 | + 8.339    |
| 9    | René Arnoux        | Team Golden People | 52:15.068 | + 9.068    |
| 10   | Riccardo Patrese   | Team INA           | 52:15.423 | + 9.423    |
| 11   | Patrick Tambay     | Team Lixxus        | 52:21.506 | + 15.506   |
| 12   | Emerson Fittipaldi | Team LG            | 52:35.788 | + 29.788   |
| 13   | Andrea de Cesaris  | Team INA           | 33:29.621 | 8 V.       |
| 14   | Eliseo Salazar     | Team Phantom       | 52:22.127 | 11 V.      |
| 15   | Hans-Joachim Stuck | Team Phantom       | 9:28.882  | 19 V.      |

 Circuito de Silverstone (Reino Unido), 13 de agosto
| Pos. | Piloto             | Escudería            | Tiempo      | Diferencia |
| ---- | ------------------ | -------------------- | ----------- | ---------- |
| 1    | Eddie Cheever      | Team GPM             | 1:01:06.625 |            |
| 2    | Eric van de Poele  | Team Golden Palace   | 1:01:25.302 | + 16.677   |
| 3    | Christian Danner   | Team LUK             | 1:01:45.180 | + 36.555   |
| 4    | Hans-Joachim Stuck | Team Phantom         | 1:02:02.139 | + 53.514   |
| 5    | Alex Caffi         | Team Altech          | 1:02:11.648 | + 1:03.623 |
| 6    | Riccardo Patrese   | Team INA             | 1:02:15.492 | + 1:06.867 |
| 7    | Pierluigi Martini  | Team Motorola        | 1:02:54.980 | + 1:46.355 |
| 8    | Emerson Fittipaldi | Team Altech          | 1:01:13.217 | + 1 V.     |
| 9    | René Arnoux        | Team Golden People   | 1:01:55.250 | + 2 V.     |
| 10   | Andrea de Cesaris  | Team INA             | 1:01:34.298 | + 2 V.     |
| 11   | Patrick Tambay     | Team Lixxus          | 1:01:49.162 | + 3 V.     |
| 12   | Stefan Johansson   | Team Virgin Radio/BP | 55:22.246   | + 4 V.     |
| 13   | Jan Lammers        | Team LG              | 34:44.025   | 13 V.      |
| 14   | Eliseo Salazar     | Team Phantom         | 19:30.140   | 20 V.      |
| 15   | Derek Warwick      | Team Lixxus          | 5:39.035    | 26 V.      |
| 16   | Nigel Mansell      | Team Altech          | 31:44.608   | 26 V.      |

## Bancarrota
El 18 de septiembre de 2007, Delta Motorsport, anunció que el tribunal británico le pidió la liquidación del campeonato debido al impago sufrido. El 28 de noviembre de 2007, se clausuró oficialmente.
A principios del 2008 Delta Motorsport dijo que quería relanzar las series, bajo el nombre de F1 Masters usando los mismos coches que la GP Masters.